# 福岡市東部農業協同組合

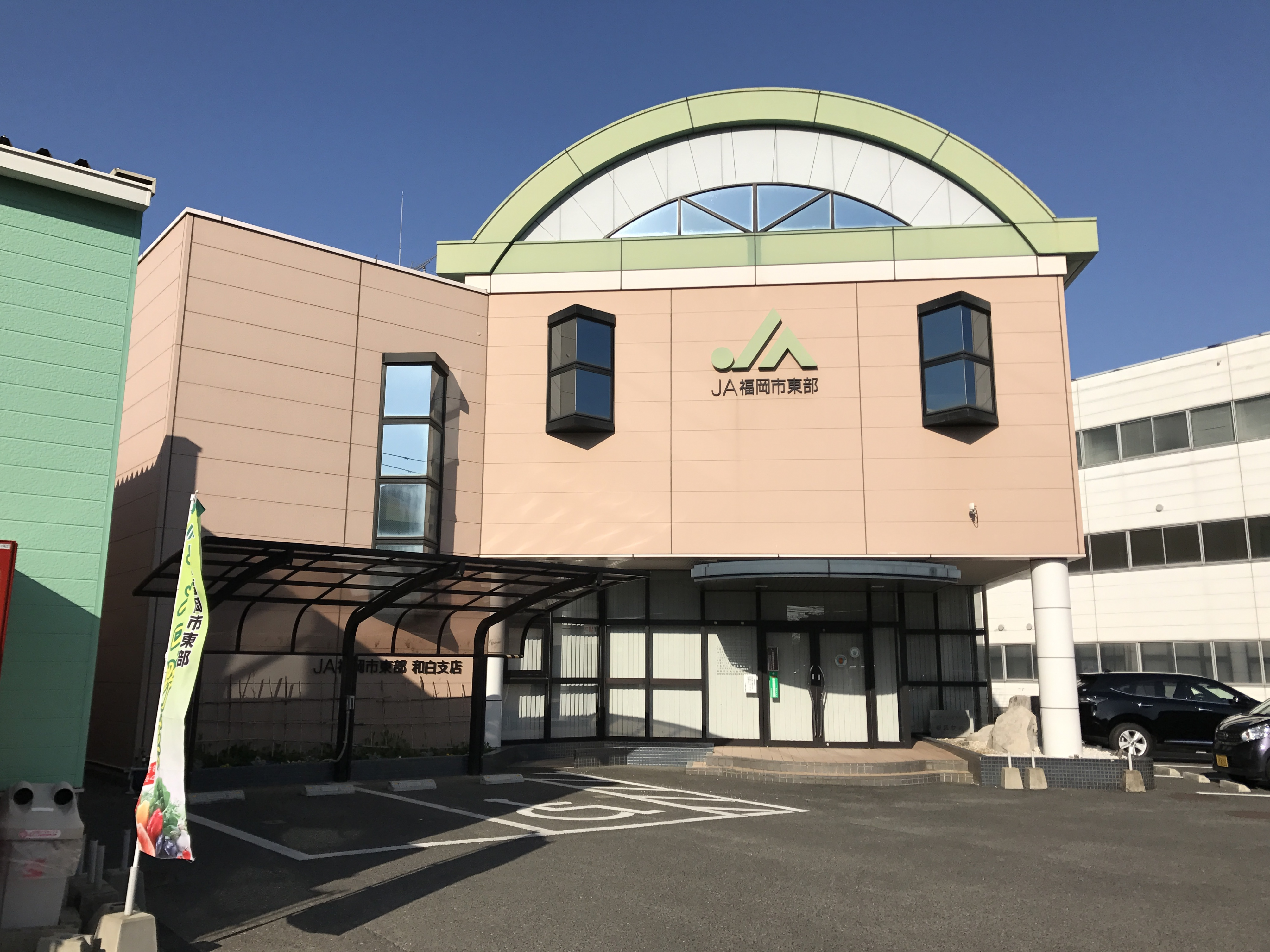
和白支店（2017年（平成29年）2月）

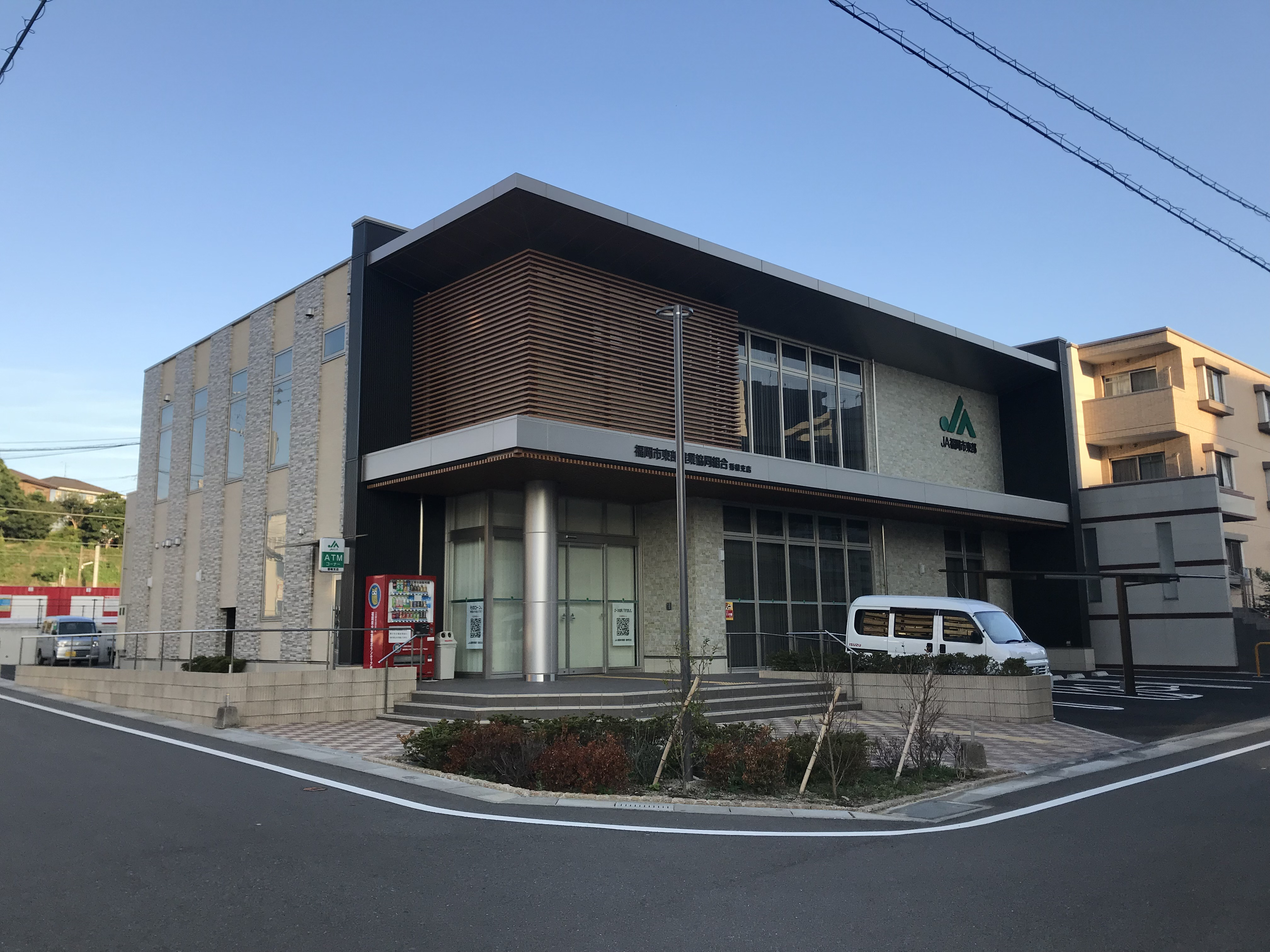
香椎支店（2018年（平成30年）8月）

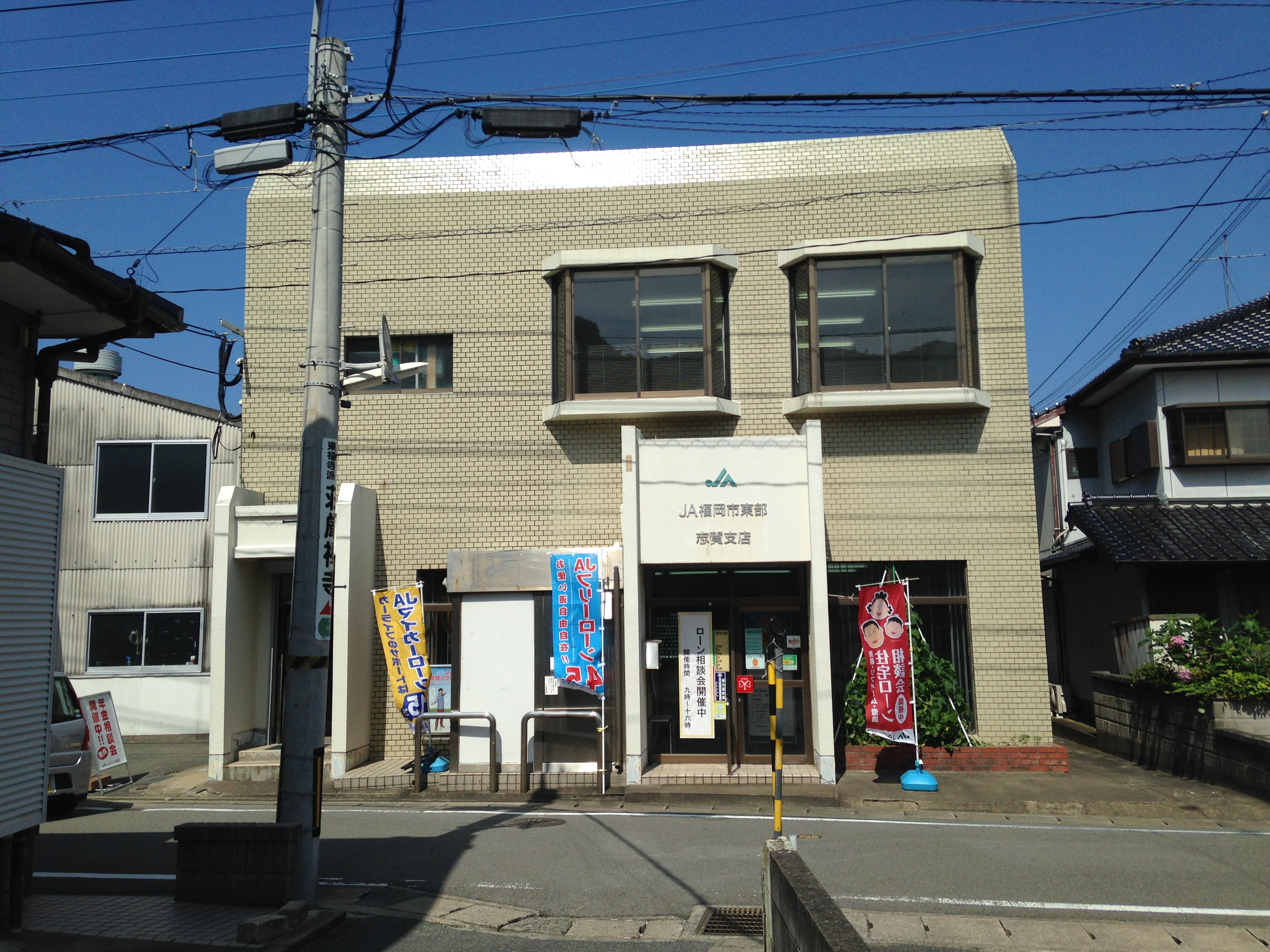
志賀支店（2016年（平成28年）6月）

福岡市東部農業協同組合（ふくおかしとうぶのうぎょうきょうどうくみあい、通称：JA福岡市東部）は福岡県福岡市東区に本店を置く農業協同組合。

## 区域
- 福岡市東区・博多区

## 沿革
- 1963年（昭和38年）7月 - 香椎・多々良・和白・箱崎・席田の各農協が合併し、福岡市東部農協が発足[1][2]。
  - 本所は、旧箱崎農協の農業倉庫の一部を改築して設置[3]。
- 1964年（昭和39年）2月 - 志賀島・勝馬の各農協が合併し、志賀町農協が発足[1]。
- 1972年（昭和47年）
  - 5月 - 福岡市東区箱崎273番地（現・東区原田4丁目2-12）に福岡市東部農協の本所を新築し、移転[4]。
  - 7月 - 福岡市東部農協が志賀農協（志賀町の福岡市編入により改称）を合併[5]。
- 1975年（昭和50年）8月 - 給油所落成[6]。
- 1982年（昭和57年）7月 - 福岡市東区原田（当時の本所近隣）に農機センターを移転・拡張[7]。
- 1990年（平成2年）4月 - 「本所・支所」を「本店・支店」に改称[8]。
- 1993年（平成5年）4月 - 組合員の資産管理を行うため、本店にハウジングセンターを設置[9]。
- 1994年（平成6年）4月 - 本店（当時）グラウンドに農産物加工施設を設置。愛称を「ふれあい夢工房」とする。[10]
- 1997年（平成9年）3月 - 福岡市東区蒲田に蒲田育苗センターが完成[11]。
- 2003年（平成15年）9月 - 旧箱崎支店近傍（JR箱崎駅東口）の福岡市東区筥松2丁目19-16にJA福岡市東部ビルが完成し、本店・箱崎支店・ハウジングセンターが移転、入居[11]。
  - 自動車・農機サービスセンター、農産加工センター「ふれあい夢工房」及び本店給油所は、旧本店所在地近傍の福岡市東区原田に引き続き所在。
- 2004年（平成16年） - 給油所（この時点で本店（旧本店所在地近傍）・月隈及び勝馬に設置）のうち本店及び月隈を廃止。
- 2007年（平成19年）
  - 3月 - 組合の地区を東区と博多区の全域に変更[11]。
  - 10月 - 農産物直売所「愛菜市場」を開設[11]。
- 2008年（平成20年）
  - 3月 - 勝馬支店を廃止し志賀支店に統合。勝馬支店跡にはATMを設置。[12]
  - 同月 - 勝馬給油所を廃止し、給油所を全廃。ただし組合員等需要者への燃料油類配送供給は外部委託により継続。
  - 9月 - LPガス供給事業を廃止し、管内のLPガス事業者へ譲渡。
- 2009年（平成21年）1月 - 月隈支店移転・新築落成[11]。
- 2013年（平成25年）2月 - 旧奈多・三苫両支店を移転・統合し、新たな三苫支店が落成[11]。
- 2017年（平成29年）
  - 1月 - 香椎駅前再開発事業に伴い、香椎支店移転・新築落成[11]。
  - 12月 - 志賀島での新規就農希望者を支援し就農を促進するため、志賀島勝馬地区に農業研修施設を開設[13]。
- 2018年（平成30年）4月 - 志賀島農業研修施設での農業研修を開始[14]。

## 店舗・施設
- 本店
- 和白支店
- 三苫支店
- 香椎支店
- 多々良支店
- 松崎支店
- 箱崎支店
- 席田支店
- 月隈支店
- 空港前支店
- 志賀支店
- JAハウジングセンター
- 自動車・農機サービスセンター
- 農産加工センター「ふれあい夢工房」
- 農産物直売所「愛菜市場」
- 育苗センター
- 多々良農業倉庫

このほか、支店の管理する集出荷場・資材倉庫等がある。